# Real Club de Yates de Cork
El Real Club de Yates de Cork (RCYC por sus iniciales en idioma inglés Royal Cork Yacht Club) es un club náutico ubicado en Cork (Irlanda).
Fue fundado en 1720 y es el club náutico más antiguo del mundo.

## Historia
Se fundó como Water Club of the Harbour of Cork en 1720  por William O'Brien, IV conde de Inchiquin, que tenía entonces 26 años de edad. Era tataranieto del I conde de Inchiquin, Murrough O'Brien, cortesano del rey Carlos II de Inglaterra, que había llevado a las islas británicas el deporte de la vela tras su regreso del exilio en los Países Bajos. En 1872 cambió de nombre a Cork Harbour Yacht Club y en 1831 a Cork Yacht Club. En 1966 se fusionó con el Royal Munster Yacht Club y adoptó su denominación actual de Royal Cork Yacht Club.
Originalmente se ubicó en la isla de Haulbowline, pasando luego a Cobh y más tarde a su ubicación actual en Crosshaven.

## Actividad deportiva
El Real Club de Yates de Cork organiza bianualmente la Semana de Cork, la regata de cruceros más importante de Irlanda, entre otras numerosas competiciones locales y regionales.